# Буздух
Буздух (азерб. Buzdux) или Бузлуг (азерб. Buzluq) — горная вершина, расположенная на южных склонах хребта Муровдаг на Малом Кавказе, на территории Кельбаджарского района Азербайджана. Высота — 2374,7 м. С 1993 по ноябрь 2020 года гора находилась на территории, которую контролировала непризнанная НКР. С ноября 2020 года по август 2022 года была расположена на линии соприкосновения Вооружённых сил Азербайджана и армянских сил в зоне ответственности российских миротворцев в Нагорном Карабахе.

## Этимология и топонимика
Своё название гора получила вследствие того, что на её северных склонах и в летнее время бывают ледники (слово «буз» с азербайджанского переводится как «лёд»). От названия горы произошло название посёлка Буздухгар в Кельбаджарском районе.

## География и геология
Вдоль северо-восточного склона горы протекает река Буздухчай. В 2 км юго-восточнее горы расположено село Чайковушан, а в 2 км северо-западнее горы — озеро Канныгёль.
В районе горы Буздух широким развитием пользуются отложения кeлловея—нижнего оксфорда.

## Геополитическое положение

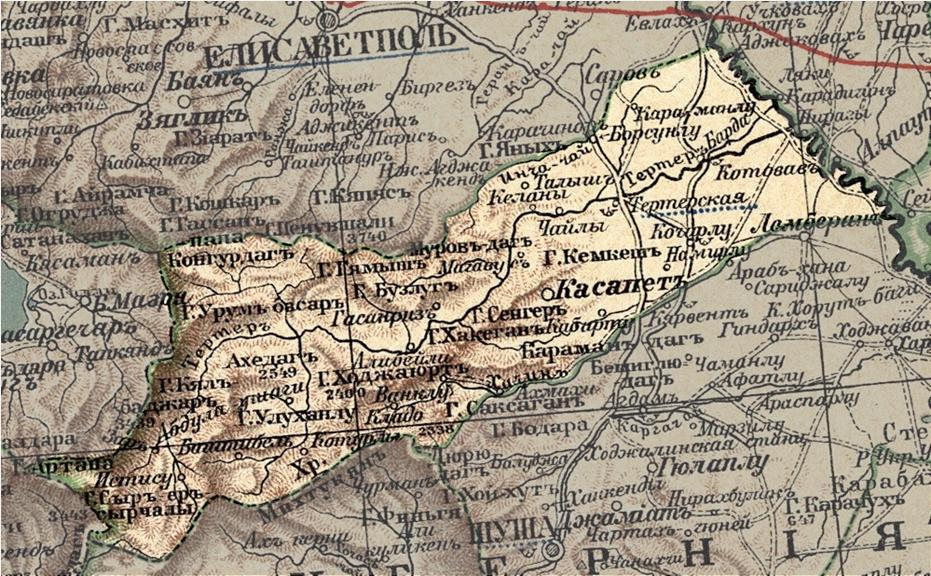
Гора Бузлуг (Бузлугъ) на карте Джеванширского уезда

В прошлом территория горы была местом яйлага. На территории Буздуха имеется и место под названием бузхана (хранилище льда). В годы Российской империи гора была расположена на территории Джеванширского уезда Елизаветпольской губернии.
В советские годы гора Буздух была расположена на границе Кельбаджарского района и Нагорно-Карабахской автономной области Азербайджанской ССР. После первой Первой карабахской войны гора оказалась под контролем сил непризнанной НКР. После того, как Кельбаджарский район по итогам Второй карабахской войны был возвращён Азербайджану 25 ноября 2020 года, гора Буздух оказалась на линии соприкосновения Вооружённых сил Азербайджана и армянских сил, между территориями подконтрольной Азербайджану части Кельбаджарского района и зоной ответственности миротворческого контингента Российской Федерации.
В августе 2022 года в Нагорном Карабахе начались столкновения с применением стрелкового оружия, миномётов и БПЛА. В информационном бюллетени российских миротворцев от 4 августа 2022 года отмечалось, что за сутки азербайджанские войска четыре раза нарушили режим прекращения огня, в том числе в районе горы Буздух. В Министерстве обороны Азербайджана же сообщили о проведении 3 августа операции «Возмездие» против армянских вооружённых формирований, начатой в ответ на гибель азербайджанского военнослужащего в результате «террористическо-диверсионной операции против подразделений азербайджанской армии». 6 августа 2022 года Минобороны Азербайджана сообщило, что в результате уточнений, проведённых подразделениями азербайджанской армии на территории, гора Буздух и окружающие её высоты перешли под контроль азербайджанской армии. 11 августа 2022 года Минобороны Азербайджана сообщило, что на горной вершине Буздух, взятой под контроль азербайджанской армией, проводятся инженерные работы по сооружению новых позиций.